# Kostyantyn Kravchenko
Kostyantyn Serhiyovych  Kravchenko - em ucraniano, Костянтин Сергійович Кравченко(Dnipropetrovsk, 24 de setembro de 1986) é um futebolista ucraniano.
Começou a carreira em 2004, no Dnipro. Seu desempenho no time azul de sua cidade lhe rendeu um contrato com o Shakhtar Donetsk em 2008, por 5,5 milhões de dólares.
Nos tempos de URSS, seu nome era russificado para Konstantin Sergeyevich Kravchenko (Константин Сергеевич Кравченко, em russo), pelo qual é mais conhecido.